# Paola & Chiara
Paola & Chiara ist ein 1996 von den Schwestern Paola Iezzi (* 30. März 1974) und Chiara Iezzi (* 27. Februar 1973) gegründetes Popduo aus Mailand. 2000 gelang ihm mit Vamos a bailar (esta vida nueva) ein Nummer-eins-Hit.

## Geschichte
Die beiden Musikerinnen traten zunächst als Backgroundsängerinnen mit 883 auf. 1996 schafften sie es mit dem Lied Amici come prima durch die Vorauswahl Sanremo Giovani, wodurch sie am Sanremo-Festival 1997 teilnehmen konnten, das sie gewannen. In der Folge traten sie sowohl bei Mark Owen als auch bei Michael Jackson als Opening-act auf. Ihr erstes Album war Ci chiamano bambine. Trotz ihrer Popularität konnten sie 1998 in Sanremo mit Per te nur noch einen der letzten Plätze erreichen.
Doch 2000 gelang dem Duo mit Vamos a bailar (esta vida nueva) ein Sommerhit, der den Wettbewerb Un disco per l’estate gewann. Das zugehörige Album Television wurde auch im Ausland veröffentlicht. 2001 wurde ihr Lied Viva el amor! als offizieller Song des Gay Pride in Mailand ausgewählt. Im Jahr darauf erschien das Lied Festival, das das gleichnamige Album ankündigte. Weitere Single daraus war Kamasutra, erschienen 2003. Nach dem Album Blu nahmen Paola & Chiara 2005 mit dem Lied A modo mio am Sanremo-Festival teil, allerdings wieder ohne Erfolg. Im Anschluss erschien das erste Greatest-Hits-Album.
2007 meldeten sie sich mit Second Life zurück, das dem Album Win the Game vorausging, erstmals beim von den Schwestern gegründeten Label Trepertre erschienen. Daneben machten beide Schwestern kurze solistische Erfahrungen. Nach zwei weiteren gemeinsamen Alben, Milleluci 2010 und Giungla 2013, gaben sie ihre offizielle Trennung bekannt.
Nachdem die Sängerinnen 2020 erstmals wieder zusammen im Fernsehen zu sehen gewesen waren, traten sie 2022 zusammen mit Max Pezzali und Jovanotti als Duo auf und deuteten eine kommende Reunion an. Diese erfolgte beim Sanremo-Festival 2023, wo Paola & Chiara mit Furore ins Rennen gingen. Im Anschluss veröffentlichte das Duo im Sommer 2023 das Album Per sempre sowie die Single Mare caos und war am Lied Lambada von Boomdabash beteiligt. Im selben Sommer nahm Paola Iezzi an den Aufnahmen von Drag Race Italia teil und veröffentlichte solistisch das Lied The Queens, der Teil des Soundtracks der Show wurde.
Im Dezember 2023 erschien die neue Single des Duos, Solo mai, die während der letzten Folge von Sanremo Giovani vorgestellt wurde. Beim Sanremo-Festival 2024 waren Paola & Chiara die Moderatorinnen der täglichen Einführungsshow Primafestival.

## Diskografie

### Studioalben
| Jahr | Titel Musiklabel                 | Höchstplatzierung, Gesamtwochen, AuszeichnungChartplatzierungen (Jahr, Titel, Musiklabel, Platzierungen, Wochen, Auszeichnungen, Anmerkungen) | Höchstplatzierung, Gesamtwochen, AuszeichnungChartplatzierungen (Jahr, Titel, Musiklabel, Platzierungen, Wochen, Auszeichnungen, Anmerkungen) | Höchstplatzierung, Gesamtwochen, AuszeichnungChartplatzierungen (Jahr, Titel, Musiklabel, Platzierungen, Wochen, Auszeichnungen, Anmerkungen) | Anmerkungen                             |
| Jahr | Titel Musiklabel                 | IT | DE | CH | Anmerkungen                             |
| ---- | -------------------------------- | --- | --- | --- | --------------------------------------- |
| 1997 | Ci chiamano bambine Columbia     | IT28 (16 Wo.)IT | — | — | Erstveröffentlichung: 2. Februar 1997   |
| 1998 | Giornata storica Columbia        | — | — | — | Erstveröffentlichung: 29. Oktober 1998  |
| 2000 | Television Columbia              | IT23 (54 Wo.)IT | — | CH32 (24 Wo.)CH | Erstveröffentlichung: 20. April 2000    |
| 2002 | Festival Columbia                | IT13 (14 Wo.)IT | — | CH50 (10 Wo.)CH | Erstveröffentlichung: 24. Juni 2002     |
| 2004 | Blu Columbia                     | IT27 (7 Wo.)IT | — | CH56 (2 Wo.)CH | Erstveröffentlichung: 10. Mai 2004      |
| 2007 | Win the Game Trepertre/Universal | IT40 (1 Wo.)IT | — | — | Erstveröffentlichung: 16. November 2007 |
| 2010 | Milleluci Trepertre/Carosello    | IT19 (2 Wo.)IT | — | — | Erstveröffentlichung: 9. November 2010  |
| 2013 | Giungla Trepertre                | IT13 (3 Wo.)IT | — | — | Erstveröffentlichung: 11. Juni 2013     |
| 2023 | Per sempre                       | IT3 Gold · (20 Wo.)IT | — | — | Erstveröffentlichung: 12. Mai 2023      |
| 2024 | Festival (Spanish version)       | IT51 (2 Wo.)IT | — | — | Erstveröffentlichung: 23. Mai 2024      |

### Kompilationen
| Jahr | Titel Musiklabel       | Höchstplatzierung, Gesamtwochen, AuszeichnungChartplatzierungen (Jahr, Titel, Musiklabel, Platzierungen, Wochen, Auszeichnungen, Anmerkungen) | Höchstplatzierung, Gesamtwochen, AuszeichnungChartplatzierungen (Jahr, Titel, Musiklabel, Platzierungen, Wochen, Auszeichnungen, Anmerkungen) | Höchstplatzierung, Gesamtwochen, AuszeichnungChartplatzierungen (Jahr, Titel, Musiklabel, Platzierungen, Wochen, Auszeichnungen, Anmerkungen) | Anmerkungen                            |
| Jahr | Titel Musiklabel       | IT | DE | CH | Anmerkungen                            |
| ---- | ---------------------- | --- | --- | --- | -------------------------------------- |
| 2005 | Greatest Hits Columbia | IT25 (14 Wo.)IT | — | — | Erstveröffentlichung: 24. Februar 2005 |

### Singles
| Jahr                                                                      | Titel Album                                 | Höchstplatzierung, Gesamtwochen, AuszeichnungChartplatzierungen (Jahr, Titel, Album, Platzierungen, Wochen, Auszeichnungen, Anmerkungen) | Höchstplatzierung, Gesamtwochen, AuszeichnungChartplatzierungen (Jahr, Titel, Album, Platzierungen, Wochen, Auszeichnungen, Anmerkungen) | Höchstplatzierung, Gesamtwochen, AuszeichnungChartplatzierungen (Jahr, Titel, Album, Platzierungen, Wochen, Auszeichnungen, Anmerkungen) | Anmerkungen                                                                 |
| Jahr                                                                      | Titel Album                                 | IT | DE | CH | Anmerkungen                                                                 |
| ------------------------------------------------------------------------- | ------------------------------------------- | --- | --- | --- | --------------------------------------------------------------------------- |
| 2000                                                                      | Vamos a bailar (esta vida nueva) Television | IT1 Gold (2023) · (26 Wo.)IT | DE29 (9 Wo.)DE | CH13 (26 Wo.)CH | Erstveröffentlichung: 5. April 2000                                         |
| 2000                                                                      | Amoremidai Television                       | IT22 (17 Wo.)IT | — | CH69 (2 Wo.)CH | Erstveröffentlichung: 10. Juli 2000                                         |
| 2001                                                                      | Viva el amor! Television                    | IT8 (12 Wo.)IT | DE74 (4 Wo.)DE | CH63 (7 Wo.)CH | Erstveröffentlichung: 20. September 2000                                    |
| 2001                                                                      | Fino alla fine Television                   | IT22 (19 Wo.)IT | — | CH100 (1 Wo.)CH | Erstveröffentlichung: 13. Februar 2001                                      |
| 2002                                                                      | Festival                                    | IT6 (18 Wo.)IT | — | CH91 (9 Wo.)CH | Erstveröffentlichung: 10. Mai 2002                                          |
| 2002                                                                      | Hey! Festival                               | IT21 (10 Wo.)IT | — | — | Erstveröffentlichung: 5. August 2002                                        |
| 2003                                                                      | Kamasutra Festival                          | IT19 (7 Wo.)IT | — | — | Erstveröffentlichung: 13. Mai 2003                                          |
| 2004                                                                      | Blu                                         | IT18 (11 Wo.)IT | — | — | Erstveröffentlichung: 15. April 2004                                        |
| 2005                                                                      | A modo mio Greatest Hits                    | IT10 (12 Wo.)IT | — | — | Erstveröffentlichung: 10. März 2005                                         |
| 2005                                                                      | Fatalità Greatest Hits                      | IT29 (4 Wo.)IT | — | — | Erstveröffentlichung: 15. Juni 2005                                         |
| 2007                                                                      | Second Life Win the Game                    | IT4 (19 Wo.)IT | — | — | Erstveröffentlichung: 5. Januar 2007                                        |
| 2007                                                                      | Cambiare pagina Win the Game                | IT7 (9 Wo.)IT | — | — | Erstveröffentlichung: 12. April 2007                                        |
| 2010                                                                      | Pioggia d’estate Milleluci                  | IT26 (2 Wo.)IT | — | — | Erstveröffentlichung: 17. August 2010                                       |
| 2010                                                                      | Milleluci                                   | IT35 (1 Wo.)IT | — | — | Erstveröffentlichung: 8. Juli 2010                                          |
| 2013                                                                      | Divertiamoci (Perché c’è feeling) Giungla   | IT40 (1 Wo.)IT | — | — | Erstveröffentlichung: 14. Mai 2013                                          |
| 2023                                                                      | Furore Per sempre                           | IT12 Platin · (16 Wo.)IT | — | — | Erstveröffentlichung: 9. Februar 2023 Beitrag für das Sanremo-Festival 2023 |
| 2023                                                                      | Lambada Venduti                             | IT23 Platin · (20 Wo.)IT | — | — | Erstveröffentlichung: 15. Juni 2023 Boomdabash feat. Paola & Chiara         |
| 2023                                                                      | Mare caos Per sempre                        | IT70 Gold · (7 Wo.)IT | — | — | Erstveröffentlichung: 5. Mai 2023                                           |
| Folgende Singles veröffentlichten die Schwestern jeweils als Solistinnen: |                                             | | | |                                                                             |
|                                                                           |                                             | | | |                                                                             |
| 2007                                                                      | Nothing at All                              | IT2 (15 Wo.)IT | — | — | Chiara Iezzi Erstveröffentlichung: 12. Mai 2007                             |
| 2010                                                                      | Xcept You                                   | IT93 (1 Wo.)IT | — | — | Paola Iezzi Erstveröffentlichung: 20. April 2010                            |

Weitere Singles
- 1997: Amici come prima
- 1998: Per te
- 1998: Nina
- 1998: Non puoi dire di no
- 2008: Vanity & Pride
- 2009: Emozioni

## Belege
1. ↑  Paola e Chiara dopo 16 anni si separano. In: TMNews.it. 8. Juli 2013, archiviert vom Original (nicht mehr online verfügbar) am 12. Juli 2013; abgerufen am 2. Dezember 2013 (italienisch).
2. ↑  Paola & Chiara: Per Sempre, instore tour e feat. In: Sony Music Store. Abgerufen am 29. Dezember 2023.
3. ↑  Paola & Chiara - Mare Caos - Radio KissKiss. Abgerufen am 29. Dezember 2023.
4. ↑  I Boomdabash festeggiano l'estate con Paola & Chiara: il significato di "Lambada". 27. Juni 2023, abgerufen am 29. Dezember 2023 (italienisch).
5. ↑  Redazione: Paola Iezzi lancia "The Queens": una dedica dance al mondo drag. In: Agenzia Dire. 13. November 2023, abgerufen am 29. Dezember 2023 (italienisch).
6. ↑  Sky TG24: Paola & Chiara, è uscito il videoclip del nuovo singolo Solo Mai. 27. Dezember 2023, abgerufen am 29. Dezember 2023 (italienisch).
7. ↑  Sanremo Giovani 2023 - Paola & Chiara cantano 'Solo mai' - Video. Abgerufen am 29. Dezember 2023 (italienisch).
8. ↑  Sky TG24: Sanremo 2024, Paola & Chiara condurranno il PrimaFestival. 24. November 2023, abgerufen am 29. Dezember 2023 (italienisch).
9. 1 2  Chartquellen (Alben):
  - Guido Racca & Chartitalia: Top 100 FIMI Album. Lulu, 2013, S. 150.
  - Alben von Paola & Chiara. In: Italiancharts.com. Hung Medien, abgerufen am 20. November 2017 (IT).
  - Alben von Paola & Chiara. In: Hitparade.ch. Hung Medien, abgerufen am 20. November 2017 (CH).
10. ↑  Chartquellen (Singles):
  - Guido Racca & Chartitalia: Top 100 FIMI Singoli. Lulu, 2013, S. 131; 102.
  - Archivio classifiche Top Singoli. FIMI, abgerufen am 8. August 2023 (italienisch).
  - Paola & Chiara. In: Offizielle deutsche Charts. GfK Entertainment, abgerufen am 20. November 2017 (DE).
  - Songs von Paola & Chiara. In: Hitparade.ch. Hung Medien, abgerufen am 20. November 2017 (CH).
11. ↑  Auszeichnungen für Musikverkäufe: IT